# Stenebyen
Stenebyen (eller Tjelta) är en tätort i Sola kommun i Rogaland fylke i sydvästra Norge. Orten ligger där fylkesväg 510 möter fylkesväg 4518, cirka sju kilometer sydväst om kommunens centralort Sola.